# Roberto Panichi
(Roberto Panichi)
Roberto Panichi (Cuneo, 1937 – Impruneta, 5 dicembre 2022) è stato un pittore e scrittore italiano.

## Biografia
Nato a Cuneo da genitori di origine toscana, dopo un breve soggiorno a Parma e in Versilia si stabilì a Firenze. Laureato in Lettere antiche all'Università di Firenze (dove entrò in contatto con Gianfranco Contini, Giuseppe De Robertis, Roberto Longhi, Giulio Giannelli e Ugo Procacci), si affermò come storico e teorico dell'arte. Contemporaneamente cominciò ad insegnare all'Accademia di Belle Arti di Firenze e di Macerata. 
Iniziò a dipingere a trent'anni, a seguito di un incontro con la moglie Nada. Inizialmente si rifece ai pittori rinascimentali, ma poi scoprì gli artisti contemporanei, stringendo sodalizi con Hans Jakob Staude),  Roberto Salvini, Ugo Procacci, il chimico Andrea Paleni, il fisico Nello Carrara, l'italianista Glauco Cambon, lo scrittore umanista Vittorio Vettori, la giornalista Milena Milani, il glottologo Giovanni Semerano ed altri.
Negli anni settanta stilò il Manifesto dell'Espressionismo simbolico formale, e prese a frequentare Renato Guttuso e Giacomo Manzù. 
Dopo aver suscitato l'attenzione della critica, espose in Italia, in Europa e negli Stati Uniti (in particolare a Los Angeles, Chicago e in California). 
Nel 2000 fu presente, sempre negli Stati Uniti, all'Esposizione Internazionale di Miami.
Contestualmente  portò avanti il suo lavoro di scrittore e critico d'arte.

## Principali mostre

### Personali
- Galleria d'Arte Internazionale (GAI), Firenze 1969
- Circolo Borghese e della Stampa, Firenze 1972
- Galleria d'Arte Michelangelo, Palazzo Antinori, Firenze 1973
- La Loggia, Firenze 1974
- Palazzo Corsini, Firenze 1975
- Galleria d'Arte Cavour, Forte dei Marmi 1975
- Hotel Versilia, Forte dei Marmi, 1976
- Istituto Italiano di Cultura, Amsterdam 1976
- Galleria d'Arte Spinetti, Firenze 1976
- Galerie Apart, Hilversum 1976
- Me. E. B. Hupka, Amsterdam 1977
- Bottega di Cimabue, Firenze 1977
- Hotel Versilia, Forte dei Marmi 1977
- Galerie Apart, Amsterdam 1977
- Galerie Felix, Maastricht 1978
- Galleria Gino Fremura, Livorno 1978
- Van Wanig Galerie-Kunsthandel, Rotterdam 1979

- Centro Culturale Vanoni, Lodi 1980

- Galerie d'Egelantier, Amsterdam 1980
- Centro Culturale il Punto, Firenze 1981
- La Nuova Papessa, Roma 1982
- Expositie Stadskantoor, Emmeloord 1982
- La Spirale, Prato 1982
- La Monaldesca, Bolsena 1982
- Galleria d'Arte Spinetti 1983
- Fine Arts Service Center, Los Angeles 1984
- La Cienega Boulvard, Los Angeles 1984
- Palazzo Medici Riccardi, Firenze 1984
- Sala della Provincia, Firenze 1984
- Buchhandlung und Galerie Steiger, Moers 1984
- Bucheinband und Rahmen, Aachen 1984
- Villa Franca, Marina di Massa 1984
- Tholen, Bergen 1984
- Van Wanig Galerie-Kunsthandel, Rotterdam 1984
- Pergamo, Prato 1985
- Hansen Galleries, Chicago 1985
- Palazzo Corsini, Firenze 1986
- The William Benton Museum of Art, Storrs (Connecticut) 1986
- Museo delle Avanguardie, Rocca d'Angera 1986
- Abbazia di Vallombrosa 1987
- Villa Arrivabene, Firenze 1988
- La Spirale, Prato 1989
- Sala d'Armi de' Buondelmonti, Impruneta 1990
- Circolo degli Artisti, Arezzo 1990
- Galleria Valiani, Pistoia 1990
- Galleria Boccuzzi, Firenze 1991
- Centro d'Arte Spazio Tempo, Firenze 1992
- Castello Carlo V, Lecce 1992
- Galleria Valiani, Pistoia 1993
- Terrazza Cortina, Cortina 1994
- Terme Tamerici, Montecatini 1994
- Centro Culturale S. Giorgieto, Verona 1994
- Galleria Ghelfi "Piazza Erbe", Verona 1994
- H. Montana, Cortina 1995
- Centro culturale "L. Russo", Sant'Agostino, Pietrasanta 1995
- Spazio Cultura, Cortina 1995
- Florence Dance Center, Firenze 1996
- Castello dei Conti Guidi, Poppi (Arezzo) 1997
- Galleria d'arte Valiani, Pistoia 1998
- Azienda Promozione Turistica, Montecatini Terme 1998
- Valiani, Pistoia 1998
- Galleria A. Moretti, Deruta 1998
- Fondazione Nazionale Collodi, Pescia-Pistoia 1999
- Convention Center, Miami Beach 2000
- Galleria A. Osemont, Albisola Marina 2000
- Spazio Cultura, Cortina 2000
- Villa San Carlo Borromeo, Senago 2001
- Internation Art Expo, New York 2002
- XXVI Biennale del Fiore, Pescia 2003
- Palazzo delle Missioni, Firenze 2003
- Hotel Crans-Ambassador, Crans-Montana sur Sierre, CH 2003
- Alexander of Florence Gallery, California 2004
- FYR Arte Contemporanea, Firenze 2004
- Palazzo Amaduri, Gioiosa Jonica, Reggio Calabria 2004
- Galleria Il Paradisino, Modena, 2005
- Galleria Pio Fedi, Firenze, 2005
- Sala delle Colonne di Palazzo Graziani, Fondazione Avvierò Moretti, Perugia 2005
- Italia Contemporary Art, Fondazione del Secondo Rinascimento Pechino, 2005
- Ex-Scuderie dei Borboni, Camaiore 2005
- Casa del Mantegna, Mantova 2008
- Museo d'Arte Contemporanea Remo Bianco, 2009
- Villa La Bajana Montina, Monticelli-Brusati, Brescia 2009
- Sala d'Arme di Palazzo Vecchio, Firenze 2013
- Biblioteca Magliabechiana, Uffizi, Firenze 2014
- Museo Civico, Bassano del Grappa, 2014
- Villa il Palagio-Villa Pitiana, Rignano sull'Arno-Reggello, Firenze 2015
- Musei di Castiglione d'Orcia Sala d'Arte San Giovanni e Rocca di Tentennano, Castiglione d'Orcia, Siena 2016
- Libreria Caffè del Teatro Niccolini, Firenze, 2016

### Collettive
- Il ritratto. Le radici artistiche e culturali dell'Europa (2005).
- Donne (2006).
- Il bello, l'arte, la scrittura. L'Europa, la Russia, la Cina, il Giappone (2007).
- L'incarnazione del colore e la scrittura della luce (2007).
- Tesori dell'Italia (Chongqing Planning Exhibition Gallery, Cina, 2007).

## Principali scritti
- I principi della pittura figurativa nelle testimonianze degli artisti e degli scrittori d'arte (1977)
- Breve storia parziale e imperfetta della pittura tra oriente e occidente (1990)
- La tecnica dell'arte negli scritti di Giorgio Vasari (1991)
- Ricerche sulla incomparabile esemplarità della bellezza (1994)
- La teoria dell'arte nell'antichità (1997)
- Agli antipodi. Discorso sulla pittura (2004)
- Il guerriero diviso (2006)
- Gli aculei di Dioniso (2009)
- Cronache d'arte. Una vita (2013)

## Cataloghi
- Linea Figurativa (1970).
- La nuova critica europea (1970).
- La Versilia e l'arte (1981).
- La forma e il tempo (1988).
- Quaderni Artisti Italiani d'Oggi (1994).
- Metastoria della forma (1995).
- Cantami o diva (1998).
- Accadde in toscana (1999).
- Annuario Comed (2000).

- Roberto Panichi. Ciò che resta dell'avvenire (2001).
- Annuari d'arte moderna (2001).
- Pinocchio Metafisico (2003).
- Effrazioni (2003).
- Roberto Panichi / Masaccio (2003).
- Il fuoco d'Olimpia (2005).
- Destrutturazioni. La persistenza della forma" (2009).
- Roberto Panichi (2009).
- Omaggio a Ugo Foscolo. Le grazie (2014).